# Coleophora albicans
Coleophora albicans là một loài bướm đêm thuộc họ Coleophoridae. Nó được tìm thấy ở Fennoscandia to bán đảo Iberia, Ý và Bulgaria and from Đảo Anh đến miền nam Nga and further phía đông đến Nhật Bản.
Sải cánh dài 11–14 mm.
Ấu trùng ăn Artemisia absinthium, Artemisia campestris and Artemisia maritima. They create a squat tubular silken case of 6–7 mm. The frontal half is covered with felt, while the rear half is greyish with some darker longitudinal lines. The case is trivalved and the mouth angle is about 15-30°. Ấu trùng ăn the leaves and the inflorescence.